# Thecla watarii
Thecla watarii är en fjärilsart som beskrevs av Matsumura 1927. Thecla watarii ingår i släktet Thecla och familjen juvelvingar. Inga underarter finns listade i Catalogue of Life.